# Sám sobě pomáhej
Sám sobě pomáhej (1902, Сам себѣ помогай] je název výchovného chlapeckého dobrodružného románu ruského spisovatele Vasilije Ivanoviče Němiroviče-Dančenka. Jedná se o příběh z předrevolučního Ruska o dospívání a zrání, o tom jak se ze zkaženého čtrnáctiletého chlapce stane dospělý a zodpovědný mladý muž.

## Obsah románu
Obsah románu vychází z převyprávění Václava Habra (pseudonym Václava Vejsady), které roku 1970 vydalo jihočeské nakladatelství Růže jako jedenáctý svazek své edice Statečná srdce.
Hlavním hrdinou románu je čtrnáctiletý Pavel, hrabě Stohrad-Stecký, který je líný, domýšlivý a pyšný na svůj šlechtický původ. Takto se změnil před třemi roky po otcově smrti, kdy jej matka poslala do gymnázia. Zde určili Pavlovi společný pokoj s mladým knížetem Seleckým, který Pavlovi vysvětlil, že všichni ostatní (synové kupců, měšťáků, řemeslníků a úředníčků) jsou chátra, která jim není rovna. Pavel je dokonce tak pohodlný, že ani nechce jít naproti na nádraží svému strýci a poručníkovi, přijíždějícímu na návštěvu.
Strýček Lev je z chlapce zděšen a vzpomíná na poslední chvíle života svého bratra, Pavlova otce, na jeho prosby, aby z Pavla udělal pořádného člověka. Požádá proto jeho matku, aby mu Pavla na rok svěřila do výchovy, protože „každý člověk, který má za něco stát, musí dostat školu – tvrdou školu života, která mu jasně a názorně řekne, že si v životě musí pomoci sám...“.
Kromě Pavla s jeho psem Kárem vezme strýček s sebou i obyčejného selského chlapce, kterému se říká Vlček. Po cestě vlakem jedou ještě dva dny povozem přes rozpálenou kyrgyzskou step k Oponasevským pastvinám, odkud pokračují další dva dny koňmo do svého cíle, jímž je vesnice uprostřed hlubokých lesů.
Zde je strýček zanechá u svého přítele, sedláka zvaného Faraón, a sám v noci bez rozloučení odjede. Pavel se brzy seznámí s tvrdým životem v lesích, kde neplatí žádné tituly ani peníze, ale jen ruce a hlava. Zjistí, že si musí stejně jako Vlček ve všem pomoci sám, že mu zde nikdo sloužit nebude a že si musí na jídlo vydělat prací. Postupně se z něho stane užitečný člen komunity a dokonce dostane nápad, že děti z vesnice naučí číst a psát. S Vlčkem se spřátelí tak, že jsou jako bratři. Domů se navrátí jako dospělý a zodpovědný mladý muž.

## Česká vydání
- Sám sobě pomáhej, Jan Laichter, Praha 1910, přeložil Jindřich Veselovský, znovu 1924.
- Sám sobě pomáhej, v edici Statečná srdce, Růže, České Budějovice 1970, pod pseudonymem Václav Habr převyprávěl Václav Vejsada, ilustroval Bohumil Konečný.

## Divadelní adaptace
- Sám sobě pomáhej, Ústřední nakladatelství a knihkupectví učitelstva českoslovanského, Praha 1932, divadelní hra pro mládež ve čtyřech dějstvích a s dohrou, napsal Jindřich Veselovský.